# 水嶋あずみ
水嶋 あずみ（みずしま あずみ、1988年10月12日 - ）は、日本の元AV女優。身長は167cm。スリーサイズは、B84(D)・W61・H93。名東(現・DINO)所属。

## 略歴・人物
2009年にAVデビューする。
SODクリエイトの『SOD女子社員シリーズ』に、営業部の「水嶋あずさ」として出演している。
2012年7月に、すでに出演が決まっている作品を最後に引退することを発表した。許可なく無修正の作品が流出されたと述べる。8月24日、25日にイベントが予定されていたが、体調不良により中止が発表された。
深田梨菜と同じ事務所に所属していた。

## 出演作品

### アダルトビデオ
2009年
- 人前で服を脱いだ事なんて一度も無い!! 一般人（女子大生）がSOD女子社員になる瞬間（トキ）!!（3月5日、SODクリエイト） ※「水嶋あずさ」名義
- SOD女子社員（秘）業務日報 プレミアムコレクション 女子社員 厳選33名!（3月19日、SODクリエイト）オムニバス作品 ※「水嶋あずさ」名義
- 働くオンナ 37 「ドッキリ」を仕掛けられた百貨店の美人お姉さん（3月24日、プレステージ）
- ミス ソフト・オン・デマンド 社内美人コンテスト 6 & 局部（パーツ）【唇・胸・手・尻】美人コンテスト（4月4日、SODクリエイト） ※「水嶋あずさ」名義
- MANNISH 04（4月22日、プレステージ）
- '09 初夏のSOD女子社員（恥）赤面祭（6月4日、SODクリエイト） ※「水嶋あずさ」名義
- SOD女子社員（秘）業務強化合宿（6月18日、SODクリエイト） ※「水嶋あずさ」名義
- 大淫乱 イグイグイグイグ大乱交（6月19日、乱丸）
- 可愛かったのでナマで中に出しちゃいました! 2（7月24日、エッチアールシー）
- 恋夜 【ren-ya】 〜第十二章〜（8月1日、プレステージ）
- ヒップ大好きしょう太くんのHなイタズラ 水嶋あずみの新しいお姉ちゃん編（8月6日、グローリークエスト）
- 地下風俗潜入!! 実在する高級秘密倶楽部にAVギャルを送り込め!! 2（8月10日、ホットエンターテイメント）
- 超絶美人女子社員だからこそ撮ることができた、SOD女子社員たちとの超Hな個人AV撮影♥（8月20日、SODクリエイト） ※「水嶋あずさ」名義
- ケツビッチ!!（9月5日、ドリームチケット）
- こんなに暑いとピチT、HOTパンツの若い女からはムレたイヤらしい匂いがします。（9月17日、グローリークエスト）
- 恋夜【ren-ya】 ～第十二章～（10月1日、プレステージ）
- ち○ぽ洗い屋のお仕事 4（11月19日、SODクリエイト）
- 騙姦 02 女子大生編（12月10日、ラストラス）

2010年
- 会社帰りにマングリ返しされ潮を顔に浴びちゃうOL（1月8日、Up'S）
- ド・エロティック 〜大人の市民快感!〜 アイドルAV嬢とエッチしよう!!（1月10日、ホットエンターテイメント）
- レギンス娘しか見たくない! 4時間（1月22日、TMA）
- デカ尻JKのピストン騎乗位 3（1月25日、アロマ企画）
- 伊豆修善寺温泉で見つけたお嬢さん タオル一枚男湯入ってみませんか?（2月4日、SODクリエイト）オムニバス作品
- ち○ぽ洗い屋のお仕事 5（2月18日、SODクリエイト）
- 美少女 マッサージで感じちゃった僕。（2月25日、アロマ企画）
- 突然、パンチラ挑発されパンツで手コかれちゃった僕。（2月25日、アロマ企画）
- 軟体っ子 3 魅惑のi字バランス（3月25日、アロマ企画）
- 仙台 密会 他人妻 あずみ（4月1日、ワンズファクトリー）
- 縛馬 其の壱 水嶋あずみ（5月1日、ワンズファクトリー）
- 挑発エロ尻 尻ずりで発射（イカ）されちゃった僕。（5月25日、アロマ企画）
- ヒロイン凌辱 Vol.30 惑星戦隊アースマン アースホワイト編（6月11日、GIGA）
- 女捜査官アクションバトル 氷室あずみ 【囚われた女捜査官】（6月25日、GIGA）
- ヒロイン討伐 Vol.50（7月9日、GIGA）
- レズビアン略奪愛（7月19日、アンナと花子）
- ズボ入れマジイキ バイブオナニー 3（8月1日、ワンズファクトリー）
- デッサンモデルは極上ボディーの露出痴女（8月19日、CROSS）
- フレイム仮面＆まぼろしリボン（8月27日、GIGA）
- セーラープリズム 究極触手凌辱（9月10日、GIGA）
- 新・元祖スーパーヒロイン 06 次元戦士ティリア編（9月24日、GIGA）
- スーパーヒロイン危機一髪!! Vol.36 科学鳥人隊バードピンク（10月8日、GIGA）
- 巨大ヒロイン レッドマルス（11月12日、GIGA）
- 百合ボクシング Vol.2（12月3日、SUPER SONIC SATELLITES）※「小嶋あずみ」名義
- 百合相撲 壱（12月17日、SUPER SONIC SATELLITES）※「小嶋あずみ」名義

2011年
- 爆裂巨乳ギャルレズキャットファイトカーニバル!!（1月8日、GARCON）
- ネオパンストフェティッシュVer.19 バレエ教室のコーチに特別レッスンを受けるあずみちゃんは、ノーパンパンストエロバレリーナ（1月13日、AVS）
- どすけべ団地妻の欲求不満な魅惑の肉体（1月19日、CROSS）
- ペニバンレズソープ（1月19日、アンナと花子）
- 絶対に手を出してはいけない相手を夜這いしちゃった俺 2（2月5日、アキノリ）
- 団地妻 昼間に堪えきれず、膣に流し込まれる悦楽妻たち（2月25日、ビッグモーカル）
- 美人OLの激臭蒸れ蒸れストッキング（3月5日 フリーダム）
- チビマネージャーをイジメる長身モデル（3月5日 フリーダム）
- 絶対に手を出してはいけない相手をレズ夜這い（3月5日、アキノリ）
- 軟体ディープ合体レズビアン（3月19日、アンナと花子）
- 時間よ止まれ！パート17 ～いつでもどこでもハレンチ天国～(4月5日)
- 嫁の妹と○○しちゃった俺 2 JKバージョン（4月21日、アキノリ）
- 非日常的悶絶遊戯 出張ヨガインストラクター、あずみの場合（4月25日、AVS）
- 金蹴り48手 vol.2 全裸バージョン（5月5日、フリーダム）
- 貝盗ロワイヤる! ～誰でもボタン一つで他人の女を寝盗りホーダイ!～（5月7日、ATOM）
- 上は制服 下はブルマ SP 発情ブルマver.（5月19日、ディープス）
- おはズボッ!入れちゃだめ～、気が遠くなっちゃう～!!普通の女の子のスケベ全て見せます（5月27日、アテナ映像）
- ガン黒ギャルVS美白ギャル 極限陵辱レイプバトルロイヤル!!（6月4日、GARCON）
- 今度の秘書はエロい!って顔見てすぐに判った。（6月24日、バルタン）
- 時間よ止まれ レズSP（7月7日、V&Rプロダクツ）
- 無類のレギンスフェチ（7月21日、KEU）
- 寿司屋の花ちゃん ～お色気団地出前事件簿～（7月25日、マドンナ）
- 体育大所属の本物新体操選手×業界一美しい柔軟BODYが夢の競演 超軟体レズ（8月6日、ディープス）
- レズビアン三姉妹（10月15日、ワンズファクトリー）
- 絶対に手を出してはいけない相手をレズ夜這い 3（10月20日、アキノリ）
- 高慢巨乳レズソープバトル ナンバー1の座を賭けたパーフェクトボディ泡姫の淫媚な争い!（11月5日、ディープス）
- 時間よ止まれ レズSP2（11月5日、V&Rプロダクツ）
- 美脚!ショートパンツはみ尻痴女のサディスティックな逆ナンパ（11月5日、サディスティックヴィレッジ）
- 泡ふき痙攣キ○ガイ美人女教師のスパルタ淫語教室（11月19日、V&Rプロダクツ）
- 拘束!超軟体ボディ陵辱肉便器（12月8日、サディスティックヴィレッジ）

2012年
- 下品なポーズで責められて…（1月5日、ワープエンタテインメント）
- 全裸家政婦 裸のしきたり（1月27日、Mellow Moon）
- パンスト妄想脚（2月7日、ミル）
- Shake Body Ver.24（2月25日、AVS）
- 人妻温泉レズ 第3巻（3月1日、U&K）
- 屋外レズ（3月2日、映天）
- 淫乱 挟み撃ち（3月13日、MOODYZ）
- オンナ同士で感じ合う相互唾液汚濁（3月22日、LADY×LADY）
- 快楽悩殺的痴女遊戯 第十一章（3月25日、AVS）
- 元バレリーナの美しい新妻は陵辱された過去をネタに旦那にバレ無いように再び犯された（5月10日、ヒビノ）
- 脅迫素人 グラビアアイドルのつくりかた（6月22日、セブン）
- 女王様は水嶋あずみ（7月13日、AVS）
- 就活面接美女 催眠レクリエーション3（7月25日、トラウマアート）
- 淫語娘2012（8月13日、アロマ企画）
- 軟体エロ変体位（8月13日、MOODYZ）
- 極エロ女神の淫語誘惑（8月13日、AVS）
- 狂おしき接吻と情交 新妻と義父（9月6日、HIBINO）
- 淫らな言葉ぶっかけてあげるわ パーフェクトボディーの官能淫語プレイ（9月15日、ジャネス）
- ゴージャスボディーがしゃぶりつく（9月19日、Fetish Box/妄想族）
- 生きるエロレジェンド!水嶋あずみ8時間 『極』BEST 〜ヌケすぎて困っちゃう♥彼女が素晴らしい5つの理由〜（10月18日、DEEP'S）個人総集編
- 挑発!パンスト軟体BODY（10月15日、JNS）
- グラマラスハラペーニョ（10月19日、ローグ・プラネット）
- 水嶋あずみの世界（11月25日、AVS collector’s）個人総集編

## テレビ出演
- BAZOOKA!!!（2011年1月16日、BSスカパー!）-「乳はじめ〜1時間まるごとおっぱいSP」ゲスト